# Roderick Cox
Roderick Cox, né en 1988, est un chef d'orchestre américain.

## Biographie
Roderick Cox naît en 1988 à Macon (Géorgie),,.
Il étudie à la Schwob School of Music de la Columbus State University puis à la Northwestern University. Il est primé lors du festival de musique d'Aspen en 2013 et obtient une bourse afin de travailler avec le Chicago Sinfonietta puis avec le Chautauqua Music Festival, où il est assistant de David Effron (en),.
En 2015, Roderick Cox est chef assistant de l'Orchestre symphonique du Minnesota, avant d'être nommé chef associé de la formation l'année suivante, pour une durée de trois saisons,,.
En 2018, il est lauréat du Prix de direction Georg Solti,. Installé depuis cette date à Berlin, il fait carrière comme chef invité, dirigeant notamment l'Orchestre de Philadelphie, l'Orchestre symphonique de Boston, l'Orchestre philharmonique de Los Angeles, l'Orchestre symphonique de Cincinnati ou le Deutsches Symphonie-Orchester Berlin,.
En 2019, il fonde dans l'état du Minnesota la « Roderick Cox Music Initiative », un programme de formation qui vise à soutenir de jeunes musiciens noirs-américains,. Il milite également pour une meilleure prise en compte du répertoire afro-américain dans les formations en conservatoire ou à l'université et conçoit le programme « Song of America: A Celebration of Black Music » à l'Elbphilharmonie de Hambourg.
En 2020, un film documentaire lui est consacré, Conducting Life, qui retrace son parcours,.
En février 2024, Roderick Cox fait des débuts remarqués à l'English National Opera avec Le Barbier de Séville de Rossini,.
En avril 2024, il est nommé directeur musical de l'Opéra Orchestre national Montpellier Occitanie, pour une prise de poste à compter de septembre 2024,,.